# Santa Cecília de Granera
Santa Cecília de Granera és una capella romànica del cementiri del poble de Granera, a la comarca del Moianès. Es tracta d'un dels tres monuments més importants del municipi; juntament amb el Castell de Granera i l'església parroquial de Sant Martí.
És a migdia del Barri del Castell, ran del cementiri de Granera. És al costat sud de la cruïlla de les carreteres de Sant Llorenç Savall i Castellterçol (BV-1245) amb l'accés al Barri del Castell i al camí de Monistrol de Calders a Granera.

## Història

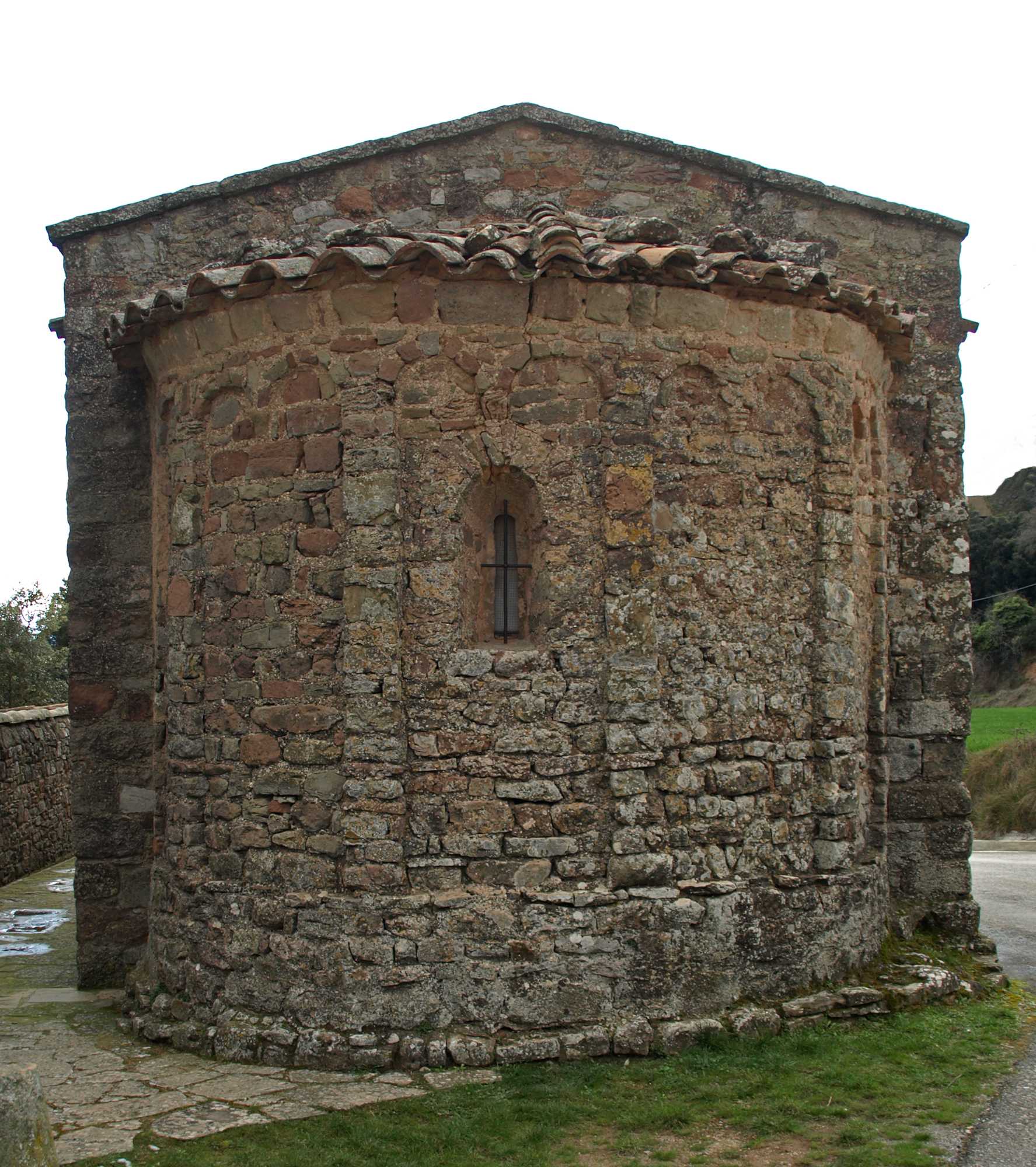
Absis de la capella

La possessió del lloc consta ja des del 971 com a alou de Santa Cecília de Montserrat. L'església, però no consta abans del 1065. El 1187 és documentat un cavaller anomenat Arnau de Santa Cecília de Granera. L'església tenia ja en aquella època cementiri propi, així com una casa, actualment desapareguda, anomenada la Caseta de Santa Cecília.
Un quadre pintat el 1703 amagava rere seu unes pintures romàniques tardanes; aquesta capella sofrí l'ensulsiada de la nau el 1924. El quadre fou traslladat a l'església parroquial de Sant Martí, moment en què es descobriren les pintures murals. El 1950 fou reconstruïda la nau, es feu una nova coberta i una consolidació general, refent-se en aquell moment els murs de migdia i de ponent. A la part conservada s'aprecia perfectament l'aparell romànic i un absis decorat amb arcuacions llombardes, amb sis lesenes, ràfec i sòcol. L'aparell és de pedra petita, rejuntada amb fragments de pedra petits.
Les pintures romàniques, força malmeses però visibles, mostren un Crist en majestat dins d'una màndorla sostinguda per quatre àngels. Els anys en què aquestes pintures han estat a la intempèries malmeteren formes i colors, i actualment només són parcialment visibles. Eren de darreries del segle xi i del xii.

## Arquitectura
L'ermita romànica és d'una sola nau. El parament és amb grans carreus de pedra ben treballada. L'absis és semicilíndric amb una finestra esqueixada i arcuacions llombardes. La façana, de factura molt simple, presenta una porta de mig punt emmarcada amb grans carreus de pedra. A sobre hi ha un òcul circular. La coberta de teula és a dues aigües.
El frontis està coronat per una espadanya amb una creu de ferro. A l'absis de la capella es conserven pintures murals monocromes del segle xi representant un pantocràtor dins una aurèola sostinguda per quatre àngels. Abans de la seva restauració la capella fou utilitzada per guardar les eines del cementiri.

## Galeria d'imatges

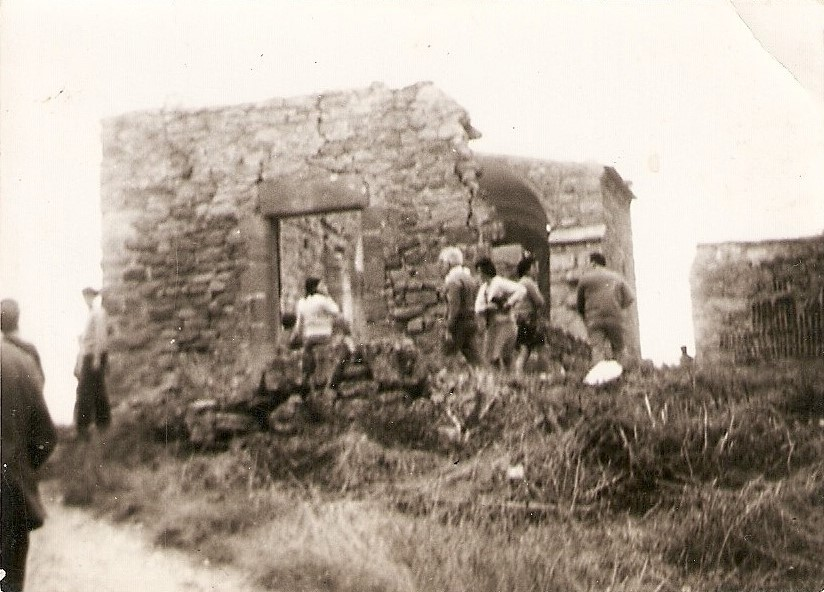
Aspecte de l'ermita ensorrada cap els anys 70 del segle xx
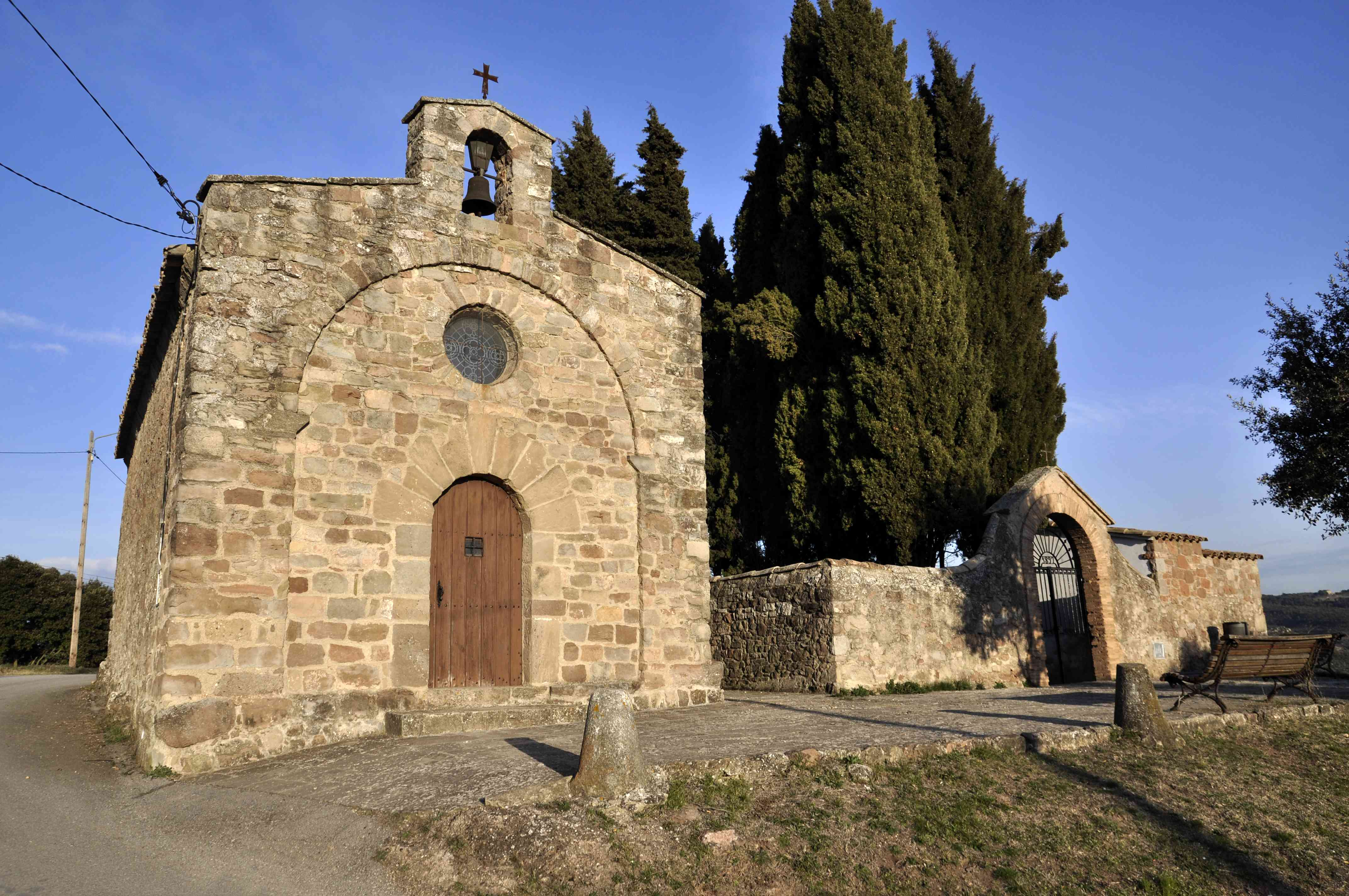
Ermita i cementiri
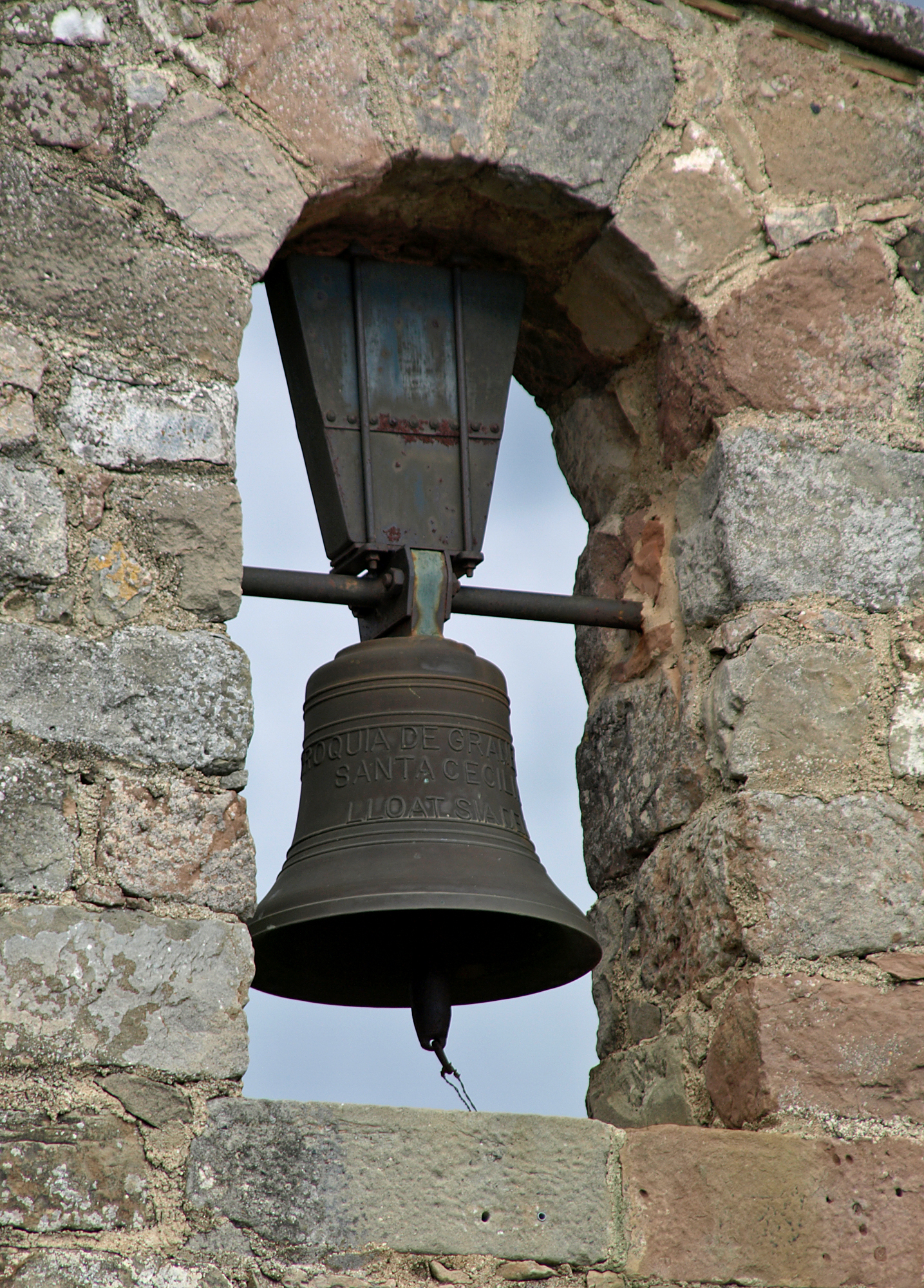
Detall de la campana
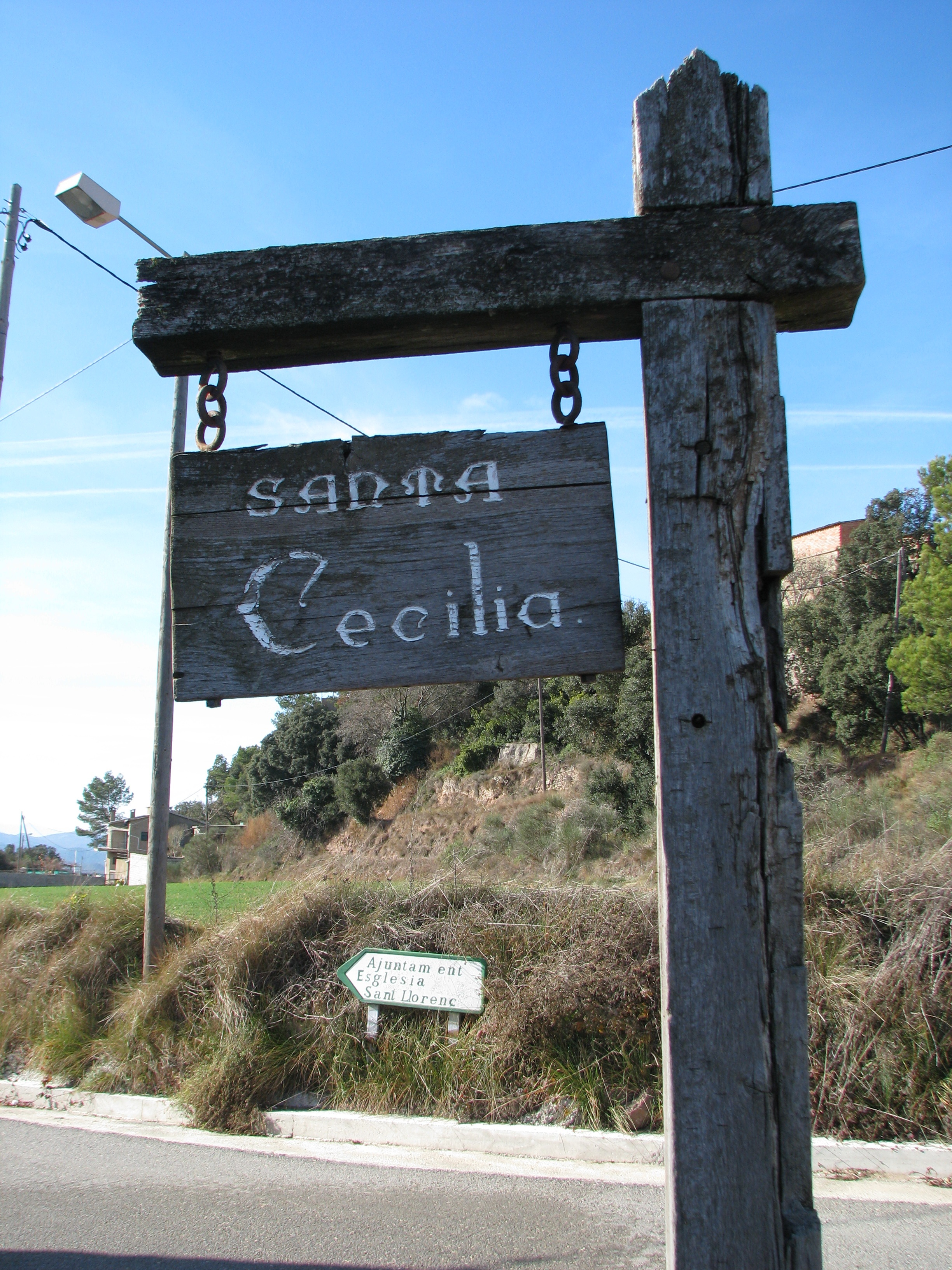
Senyal de l'ermita